# Rebel Heart (canción de Ive)
«Rebel Heart» (en español: «Corazón rebelde»; estilizado en mayúsculas) es una canción del grupo surcoreano femenino Ive de su tercer EP coreano Ive Empathy (2025). La canción fue publicada el 13 de enero de 2025 como el primer sencillo del EP.

## Antecedentes y lanzamiento
El 24 de diciembre de 2024 Starship Entertainment anunció el lanzamiento del tercer EP del grupo para el 3 de febrero de 2025 y un sencillo prelanzado el 13 de febrero. El título del sencillo fue revelado el 28 de diciembre. El teaser del videoclip fue publicado el 12 de enero de 2025. «Rebel Heart» fue publicada con su videoclip el 13 de enero.

## Composición
«Rebel Heart» fue compuesta por Emily Harbakk, Ryan Jhun, Thomas Gustafsson, Jimmy Jansson, Maia Wright, Jack Brady, Jordan Roman con letras escritas por Nietzsche. Starship Entertainment describió la canción como «un retrato de la solidaridad entre rebeldes».

## Recepción crítica
En una reseña para IZM, Yeom Dong-gyo reconoce que la canción es una canción representativa de la actualidad con un concepto sólido.

## Rendimiento comercial
«Rebel Heart» llegó hasta la posición #1 de la Circle Digital Chart en la séptima semana de 2025, convirtiéndose en su sexto número uno en Corea del Sur. En Japón, la canción se ubicó en la posición número 44 del Billboard Japan Hot 100 en la semana del 22 de enero de 2025, y la misma posición en la semana del 3 de febrero de 2025 de la Oricon Combined Singles.

## Reconocimientos
| Programa         | Fecha                 | Ref.   |
| ---------------- | --------------------- | ------ |
| Inkigayo         | 26 de enero de 2025   | [ 10 ] |
| Inkigayo         | 2 de febrero de 2025  | [ 11 ] |
| Inkigayo         | 9 de febrero de 2025  | [ 12 ] |
| M Countdown      | 23 de enero de 2025   | [ 13 ] |
| M Countdown      | 30 de enero de 2025   | [ 14 ] |
| M Countdown      | 6 de febrero de 2025  | [ 15 ] |
| Music Bank       | 24 de enero de 2025   | [ 16 ] |
| Music Bank       | 14 de febrero de 2025 | [ 17 ] |
| Show! Music Core | 25 de enero de 2025   | [ 18 ] |
| Show! Music Core | 8 de febrero de 2025  | [ 19 ] |
| Show! Music Core | 22 de febrero de 2025 | [ 20 ] |

## Posicionamiento en listas

### Listas semanales
| Lista (2025)             | Mejor posición |
| ------------------------ | -------------- |
| Corea del Sur (Circle)   | 1              |
| Global 200 (Billboard)   | 97             |
| Japón (Combined Singles) | 44             |
| Japón (Japan Hot 100)    | 44             |
| Singapur (RIAS)          | 22             |
| Taiwán (Billboard)       | 7              |

### Listas mensuales
| Lista (2025)           | Mejor posición |
| ---------------------- | -------------- |
| Corea del Sur (Circle) | 1              |

## Historial de lanzamiento
| Región | Fecha               | Formato                    | Discográfica      | Ref.   |
| ------ | ------------------- | -------------------------- | ----------------- | ------ |
| Varios | 13 de enero de 2025 | Descarga digital streaming | Starship Columbia | [ 25 ] |